# Steilküste

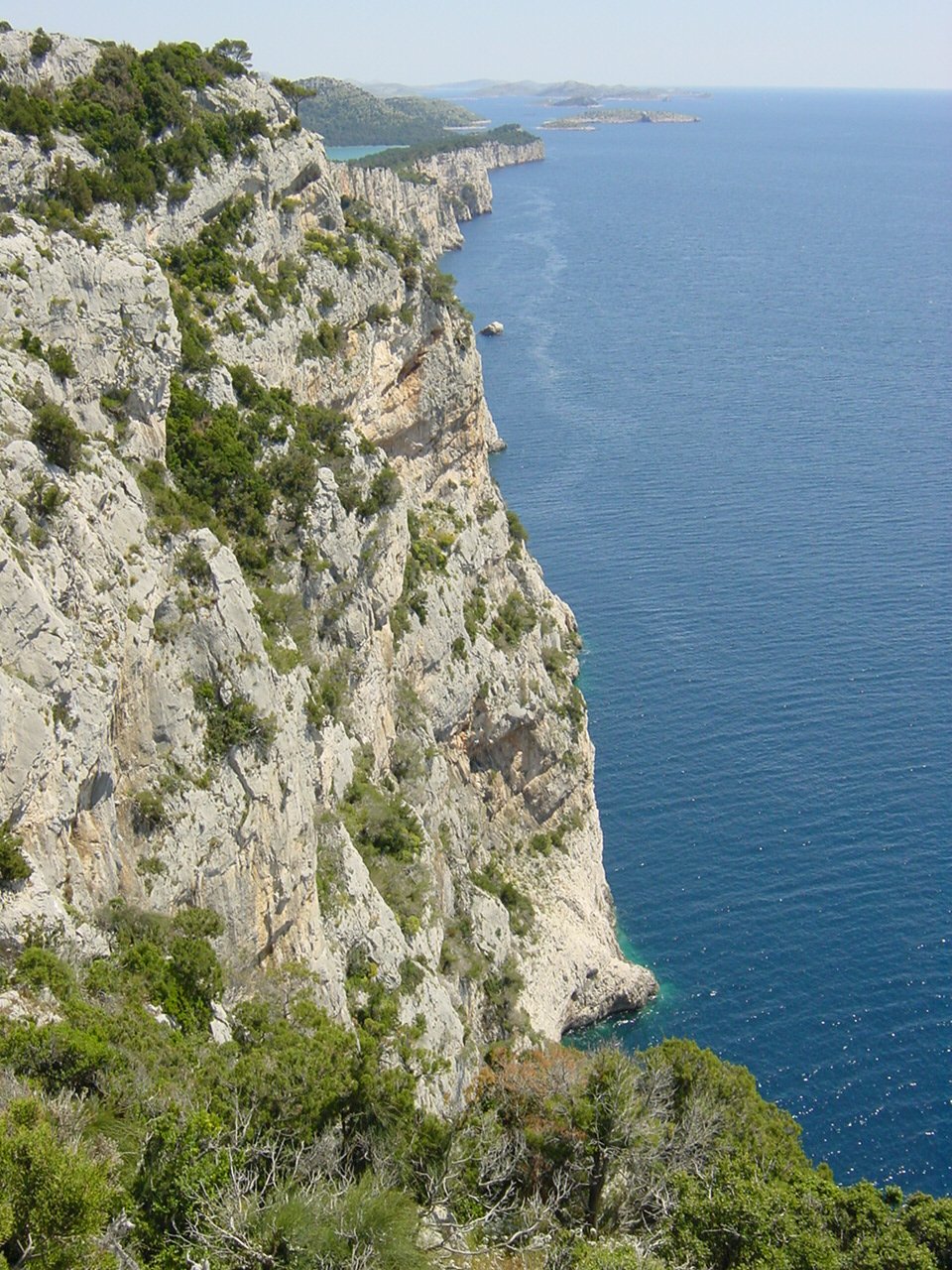
Blick auf die Steilküste (Kliffküste) auf der Insel Dugi Otok (Kroatien)

Eine Steilküste ist ein Küstenabschnitt, bei dem vom Meer aus kein allmählicher Übergang zum Festland stattfindet, sondern das Meer  auf das steil aufragende Festland trifft. Dabei liegt die Höhe des Festlandes deutlich über dem Meeresspiegel. Das Gegenstück zu Steilküsten sind Flachküsten.
Die meisten Steilküsten sind Kliffküsten (auch Abrasionsküsten oder Abtragungsküsten), bei denen eine Abtragung durch die Brandung zu einem steilen Abbruch der Küste führt und damit das Kliff landeinwärts verlegt wird. Andere Entstehungsformen einer Steilküste sind Fjorde, bei denen durch Anstieg des Meeresspiegels durch Gletscher abgeschliffene Täler jetzt teilweise unter Wasser liegen. In Norwegen, Neuseeland oder Alaska gibt es Fjorde, deren nahezu senkrechte Wände mehr als 1000 m über und rund 300 m unter Wasser liegen.
Bei Vulkaninseln kann das Meer in die Caldera eindringen, sodass die Steilküste vom Rand der Caldera gebildet wird. Das bekannteste Beispiel ist Santorin in der Inselgruppe der Kykladen, Griechenland. Der Hauptort Thira liegt auf dem Calderarand, der über Wasser rund 300 m hoch ist und sich unter Wasser noch einmal 200 m fortsetzt.